# Flugunfall einer Antonow An-12 in Goma 2007
Der Flugunfall einer Antonow An-12 in Goma ereignete sich am 7. September 2007, als eine Frachtmaschine des Typs Antonow An-12BP bei der Zwischenlandung auf dem Flughafen Goma verunglückte. Bei dem Zwischenfall wurden alle 8 Personen an Bord der Antonow getötet.

## Flugzeug und Insassen
Bei dem auf dem Flug eingesetzten Flugzeug handelte es sich um eine 44 Jahre alte Antonow An-12BP aus sowjetischer Produktion, die ihren Erstflug im Jahr 1963 absolviert hatte. Die Maschine trug die Werksnummer 3341108. Das viermotorige Transportflugzeug war mit vier Turboprop-Triebwerken des Typs Iwtschenko AI-20M ausgestattet.
Die Maschine gehörte dem georgischen Luftfahrtunternehmen Transaviaservice. Der Flug wurde für die kongolesische Galaxy Incorporation durchgeführt. Die Maschine wurde ohne ein gültiges Lufttüchtigkeitszeugnis – und damit illegal – betrieben. Das Zertifikat war im März desselben Jahres abgelaufen und nicht erneuert worden.
Die Besatzung bestand Berichten zufolge aus zwei Georgiern, zwei Ukrainern und einem Kongolesen, darüber hinaus waren drei Passagiere mit an Bord.

## Unfallhergang
Die Maschine transportierte rund 18 Tonnen Fracht, darunter Palmöl, von Kisangani nach Bukavu, wobei eine Zwischenlandung in Goma vorgesehen war. Der Flug nach Goma war zunächst ohne besondere Zwischenfälle verlaufen. Im Anflug auf Goma flog die Maschine die Landebahn aus südlicher Richtung an. Sie machte eine Bruchlandung und schlitterte am nördlichen Ende der Landebahn in ein dahinter befindliches Feld aus erkalteter Lava. Die Antonow geriet in Brand, alle 8 Personen an Bord kamen ums Leben.

## Ursache

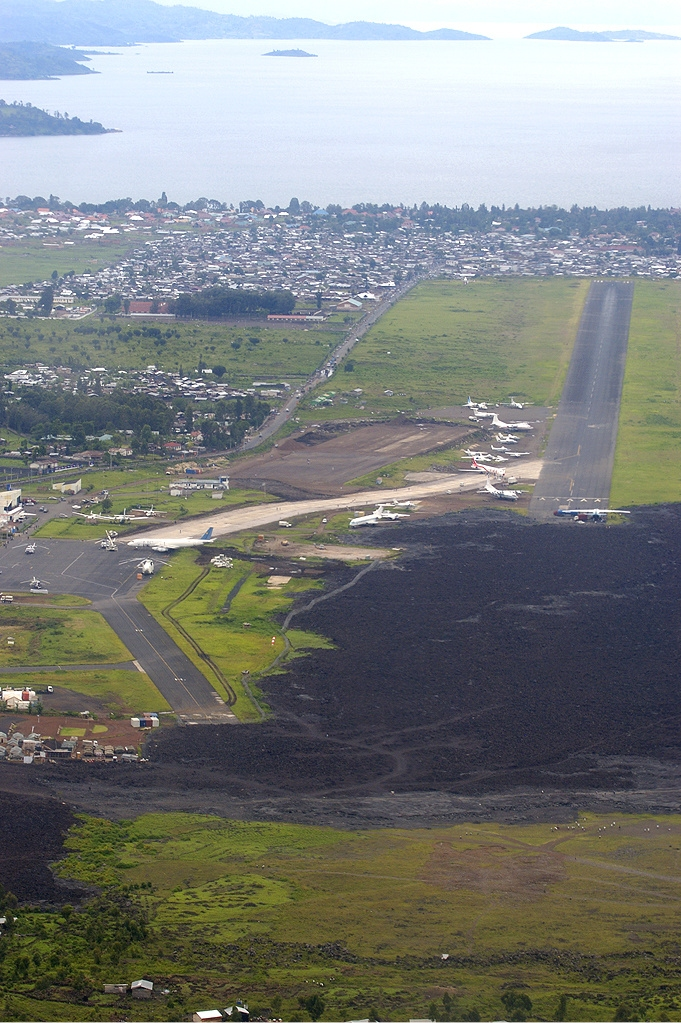
Aufnahme der teilweise mit Lava bedeckten Start- und Landebahn

Dass die Antonow in ein Feld aus erkalteter Lava rutschte, ist der Lage des Flughafens Goma in nur 14 Kilometern Entfernung zum aktiven Vulkan Nyiragongo geschuldet. Das Lavafeld am Flughafen entstand im Jahr 2002 bei einem Ausbruch des Vulkans. Damals ergoss sich Lava auf den nördlichen Teil der Start- und Landebahn und machte diesen Teil unbrauchbar. Seitdem ist die Start- und Landebahn auf 2000 Meter verkürzt. Seither kam es dort zu mehreren Unfällen:
- Bereits 2003 war in Goma eine andere Antonow An-12 in das Lavafeld geschlittert, wobei jedoch keiner der vier Insassen zu Schaden kam.[2]
- Eine McDonnell Douglas DC-9-82 (MD-82) der CAA - Compagnie Africaine d’Aviation mit 117 Menschen an Bord schoss im Jahr 2009 über die Landebahn hinaus und wurde bei der Kollision mit der erkalteten Lava so schwer beschädigt, dass sie abgeschrieben werden musste. Menschen kamen jedoch nicht zu Schaden.[3]
- Eine Antonow An-24 wurde im Jahr 2017 schwer beschädigt, nachdem sie über das Landebahnende hinaus in das Lavafeld rollte. Die vier Personen an Bord kamen nicht zu Schaden.[4]